# Поцей, Людвик
Людвик Констанций Поцей (пол. Ludwik Konstanty Pociej; 1664 — 30 января 1730) — военный и государственный деятель Великого княжества Литовского и Речи Посполитой, писарь земский Брестский, затем подкоморий Брестский с 1697, стражник великий литовский с 1698, подскарбий великий литовский с 1703, гетман польный литовский в 1709, виленский каштелян и великий гетман литовский с 1709, воевода Виленский с 1722, староста Пунский, Борчянский, Ратынский, Шерешовский, Стоклисский, маршалок Литовского Трибунала в 1714 г.

## Биография
Представитель литовского шляхетского рода Поцеев герба «Поцей». Старший сын воеводы витебского Леонарда Габриеля Поцея (1632—1695) и Регины Огинской. Людвик Поцей начал служить в литовских войсках с 1684 года, хотя он утверждал, что он сражался в Битве под Веной (1683). В рядах литовских войск участвовал в кампании против Турции. Был яростным противником доминирования магнатского рода Сапег в Великом княжестве Литовском. Участвовал в литовской Домашней войне 1700 года против Сапег. Принимал участие в Битве при Олькениках, в котором крупное объединённое войско литовских магнатов победило частную армию Сапег. В начале Северной войны в 1702 во главе 3000 солдат отражал нападение шведской армии на Вильно. В 1703 вместе с саксонской армией захватил замок Сапег — Тыкоцин. В 1708 году совместно с войском магната Якуба Рыбинского в битве под Конецполем разгромил войска короля Станислава Лещинского под руководством великого гетмана коронного Юзефа Потоцкого.
За поддержку на выборах король Речи Посполитой Август Сильный наградил Людвика орденом Белого орла. Благодаря поддержке русского царя Петра Людвик в 1709 стал великим гетманом литовским, потому что согласился помочь России в войне с Турцией. Гетман прослыл в народе как пьяница и предатель, но меж тем он был талантливым полководцем, в особенности как командир конницы, которая не раз оказывалась в тылу врага.
Польский журналист начала XXI века Мацей Рыбинский утверждает, что в 1722 году царь Петр спьяну вызвал на поединок Людвика и проиграл ему.
Единственная дочь — Людвика Марианна Поцей, жена подстолия великого литовского Францишека Божецкого.